# 박종주
박종주(朴鍾柱)는 대한민국의 독립운동가이다.

## 생애
고향은 전남 해남(海南)이다. 광주농업학교 재학 중, 1929년 6월에 조길룡(曺吉龍)·김남철(金南哲) 등 광주농고생 20여 명과 함께 무등산에서 회합하고 항일학생비밀결사인 광주농고 독서회를 조직하였다.
이 독서회는 광주지역의 중심적 항일학생비밀결사였던 성진회(醒進會)가 해체된 후 이를 계승하여 확대 개편된 「독서회중앙본부」의 하부조직으로 결성되었다. 운영은 전 회원을 4개조로 나누어 각각 조별로 연구활동을 했는데 그는 이러한 독서회 활동을 통하여 항일의식을 길러갔다.
1929년 11월 12일, 제2차 광주학생독립운동시위 때에는 김남철·박석진(朴石珍) 등 독서회원들과 함께 광주농고생 200여 명을 이끌고 조길룡(曺吉龍)으로부터 교부받은 인쇄물을 학생들에게 배포하면서 만세시위에 나섰다.
이 때문에 1930년 1월 17일, 일경에 잡혔으며 그 후 모진 고문을 당하다가 독서회 운동과 관련하여 1930년 10월 광주지방법원에서 징역 2년 6월형을 언도받았으며 대구복심법원에 항소하여 1931년 6월, 징역 1년형이 확정되어 옥고를 치렀다.
1990년 건국훈장 애족장이 추서되었다.